# Perrottetia gentryi
Perrottetia gentryi är en tvåhjärtbladig växtart som beskrevs av Cyrus Longworth Lundell. Perrottetia gentryi ingår i släktet Perrottetia och familjen Dipentodontaceae. Inga underarter finns listade.